# ホスファチジルイノシトール
ホスファチジルイノシトール（Phosphatidylinositol、略称: PtdIns、またはPI）は、グリセロリン脂質に分類されるリン脂質の一つ。PIは両親媒性分子である。真核生物の細胞膜の細胞質側に存在する。歴史的には、FaureとMorolec-Coulonにより小麦胚芽と心筋から初めて単離された
。ホスファチジルイノシトールを基本骨格にもつすべての脂質をイノシチド (inositides) またはホスホイノシチド (phosphoinositides) と呼ぶ。

## 組成
ホスファチジルイノシトールはグリセロールと脂肪酸からなるリン脂質の一つであり、アルコール部分がイノシトールになっている。加水分解されると、1分子のグリセロール、2分子の脂肪酸、1分子のイノシトールと、1から3分子のリン酸が生成する。全てのリン脂質の中で最も酸性度の高いものと考えられている。

## リン酸化
イノシトール環の3,4,5位の水酸基が7つの異なった組み合わせでリン酸化されることができ、多くの種類のキナーゼの基質になりうるため、PtdInsはシグナル伝達に関わっている。
2位と6位の水酸基は、立体障害のためにリン酸化されないと考えられている。
リン酸化された7種の全ての異性体が動物から見つかっているが、植物からはホスファチジルイノシトール 3,4,5-三リン酸だけ見つかっていない。

## 生理作用
ホスファチジルイノシトールの摂取は血中のHDLコレステロール値を上昇させる作用がある。